# Piskî, Brodî
Piskî (în ucraineană Піски) este un sat în comuna Leșniv din raionul Brodî, regiunea Liov, Ucraina.

## Demografie
Componența lingvistică a localității Piskî
     Ucraineană (99,45%)
     Alte limbi (0,18%)
Conform recensământului din 2001, majoritatea populației localității Piskî era vorbitoare de ucraineană (99,45%), existând în minoritate și vorbitori de alte limbi.